# غلين كوربيت
غلين كوربيت (بالإنجليزية: Glenn Corbett)‏ مواليد 17 أغسطس 1933 في إل مونتي، الولايات المتحدة - الوفاة 16 يناير 1993 في سان أنطونيو، هو ممثل أمريكي بدأ مسيرته الفنية سنة 1959. امتدت مسيرته الفنية لأكثر من 34 عاما.

## أعماله
- بونانزا (مسلسل)
- ذا فيرجينيان
- ستار تريك
- غان سموك
- جيك الكبير (فيلم)
- الأطباء (مسلسل تلفزيوني 1963)
- دالاس (مسلسل 1978)

## روابط خارجية
- غلين كوربيت على موقع IMDb (الإنجليزية)
- غلين كوربيت على موقع ألو سيني (الفرنسية)
- غلين كوربيت على موقع أول موفي (الإنجليزية)
- غلين كوربيت على موقع قاعدة بيانات الأفلام السويدية (السويدية)
- غلين كوربيت على موقع إن إن دي بي (الإنجليزية)
- غلين كوربيت على موقع قاعدة بيانات الفيلم (الإنجليزية)
- غلين كوربيت على موقع كينوبويسك (الروسية)